# XI Gimnazjum i Liceum im. Józefy Joteyko w Krakowie
XI Gimnazjum i Liceum im. Józefy Joteyko w Krakowie – szkoła średnia o charakterze ogólnokształcącym istniejąca w Krakowie od lat 30. XX wieku do roku 1962.

## Historia
W latach 30. XX wieku działała Szkoła Powszechna im. Józefy Joteyko oraz XI Państwowe Gimnazjum żeńskie im. Józefy Joteyko przy ul. Podwale 6 w Krakowie. Zarządzeniem Ministra Wyznań Religijnych i Oświecenia Publicznego z 1937 zostało utworzone  „XI Państwowe Liceum i Gimnazjum im. Józefy Joteyko w Krakowie”, a szkoła miała charakter żeński.
Szkoła została zamknięta w czasie okupacji niemieckiej (1939–1945). Wznowiła działalność w 1945 roku jako Państwowe Gimnazjum i Liceum im. Józefy Joteyko, w dawnej siedzibie przy ul. Podwale 6. Szkoła zajmowała wówczas dwa piętra. Na parterze znajdowała się sala gimnastyczna, pełniącą także rolę szkolnej auli.
Po renumeracji w latach 50. liceum funkcjonowało jako IX Liceum im. Józefy Joteyko. W 1961 roku oddano do użytku nowy budynek szkolny przy ul. Skarbińskiego. W 1962 roku przeniesiono tam dwa licea – IX Liceum im. Józefy Joteyko i VII żeńskie Liceum im. Józefa Hoene-Wrońskiego, które połączono w jedną szkołę, VII Liceum Ogólnokształcące im. Zofii Nałkowskiej.

## Dyrektorzy
Na podstawie materiału źródłowego.
- Maria Sieradzka
- Anna Hnydowa

## Uczniowie i absolwenci
Kryterium umieszczenia na tej liście danej postaci było posiadanie przez nią biogramu w polskiej Wikipedii.
- Wisława Szymborska (uczennica Szkoły Powszechnej im. Józefy Joteyko do 1935)
- Krystyna Vetulani-Belfoure (uczennica do 1939)[5]
- Irena Bielenin (uczennica 1937–1939)
- Danuta Tylkowa[6]
- Sylwester Marek (absolwent 1947)
- Maria Malec
- Teresa Dunin-Karwicka (absolwentka 1950)
- Krystyna Ungeheuer-Mietelska (absolwentka 1951)
- Halina Piękoś-Mirek (absolwentka 1957)[7]
- Simona Kossak (absolwentka 1961)